# Glen Gwynne
Glen Gwynne (Mossman, 22 febbraio 1972) è un ex calciatore australiano, di ruolo difensore.

## Carriera

### Club
Ha sempre giocato nel campionato di casa.

### Nazionale
Con la maglia della Nazionale ha collezionato solo 2 presenze riuscendo, però, a vincere l'argento nella Coppa d'Oceania nel 1998.

## Statistiche

### Cronologia presenze e reti in nazionale
| Cronologia completa delle presenze e delle reti in nazionale ― Australia | Cronologia completa delle presenze e delle reti in nazionale ― Australia | Cronologia completa delle presenze e delle reti in nazionale ― Australia | Cronologia completa delle presenze e delle reti in nazionale ― Australia | Cronologia completa delle presenze e delle reti in nazionale ― Australia | Cronologia completa delle presenze e delle reti in nazionale ― Australia | Cronologia completa delle presenze e delle reti in nazionale ― Australia | Cronologia completa delle presenze e delle reti in nazionale ― Australia |
| Data                                                                     | Città                                                                    | In casa                                                                  | Risultato                                                                | Ospiti                                                                   | Competizione                                                             | Reti                                                                     | Note                                                                     |
| ------------------------------------------------------------------------ | ------------------------------------------------------------------------ | ------------------------------------------------------------------------ | ------------------------------------------------------------------------ | ------------------------------------------------------------------------ | ------------------------------------------------------------------------ | ------------------------------------------------------------------------ | ------------------------------------------------------------------------ |
| 28-9-1998                                                                | Brisbane                                                                 | Australia                                                                | 16 – 0                                                                   | Isole Cook                                                               | Coppa d'Oceania 1998 - 1º turno                                          | -                                                                        | 65’                                                                      |
| 2-10-1998                                                                | Brisbane                                                                 | Australia                                                                | 4 – 1                                                                    | Tahiti                                                                   | Coppa d'Oceania 1998 - Semifinale                                        | -                                                                        | 56’                                                                      |
| Totale                                                                   |                                                                          | Presenze                                                                 | 2                                                                        |                                                                          | Reti                                                                     | 0                                                                        |                                                                          |